# Zinaida Kobzeva
Zinaida Fedorovna Kobzeva (Russisch: Зинаида Федоровна Кобзева; geboortenaam: Черникова; Tsjernikova) (Koeznetsk, 2 augustus 1946 - Sint-Petersburg, 18 juni 2018) was een voormalig basketbalspeelster die uitkwam voor het nationale basketbalteam van de Sovjet-Unie. Ze kreeg de onderscheidingen Meester in de sport van de Sovjet-Unie in 1971 en werd Geëerde Coach van de Rusland.

## Carrière
Kobzeva speelde van 1962 tot 1966 voor Spartak Penza. in 1967 stapte ze over naar Spartak Leningrad. Het topjaar van Spartak moest ze missen in 1974. Het team won zonder haar het landskampioenschap van de Sovjet-Unie. Ook won ze drie keer de Ronchetti Cup. In 1971 werd ze met de Sovjet-Unie wereldkampioen en in 1970 en 1972 Europees kampioen. In 1980 stopte ze met basketballen.

## Erelijst
- Landskampioen Sovjet-Unie:
  - Tweede: 1970, 1971, 1972, 1973, 1975
  - Derde: 1976
- Ronchetti Cup: 3
  - Winnaar: 1972, 1973, 1975
- Wereldkampioenschap: 1
  - Goud: 1971
- Europees Kampioenschap: 2
  - Goud: 1970, 1972